# هنري هامبتون هالي
هنري هامبتون هالي (بالإنجليزية: Henry H. Halley)‏ هو كاتب أمريكي، ولد في 1874، وتوفي في 1965 في شيكاغو في الولايات المتحدة.